# Peter Dascoulias
Peter George Dascoulias (* 17. April 1949 in Franklin, New Hampshire) ist ein ehemaliger US-amerikanischer Biathlet.
Dascoulias trat mit der Nationalmannschaft der US-amerikanischen Biathleten 1974 in Minsk und 1975 in Antholz an. 1976 nahm er an den Olympischen Winterspielen in Innsbruck teil. Im Einzelrennen über 20 Kilometer beendete er den Wettkampf nicht. Mit seinen Staffelkollegen Dennis Donahue, John Morton und Lyle Nelson belegte er über vier Mal 7,5 Kilometer Rang elf. Des Weiteren wurde Dascoulias 1976 US-amerikanischer Meister im Wettbewerb über 20 Kilometer.
Dascoulias studierte an der University of New Hampshire, schloss dieses 1972 ab. Anschließend erlangte er einen Master of Science in Erwachsenenbildung von der Kansas State University sowie einen Master of Arts für internationale Beziehungen von der Webster University.
Dascoulias diente bis 1994 22 Jahre in der US Army. Danach arbeitete er als Spanischlehrer an einer Highschool, im Staatsgefängnis von New Hampshire und als Pilot.